# 郜林
郜 林（ガオ・リン、漢音読み：こう りん、こく りん、拼音：Gào Lín、Gao Lin、1986年2月14日 - ）は、中華人民共和国・河南省鄭州市出身の元サッカー選手。現役時代のポジションはフォワード。元中国代表。

## 経歴
2005年8月21日、上海申花において超級リーグデビューを果たす。しかし、リーグになかなか適応できず、謝暉の控えとして過ごす日々が続いた。しかし、次第に出場機会を得るようになり、2008年には21試合出場8ゴールを挙げるなど、上海申花の超級リーグ2位という最終順位に貢献する。2009年には出身地のクラブである河南建業やKリーグの全北現代からオファーがあったが、チームに残留。
2010年、八百長問題で甲級リーグ（2部相当）に降格することになった広州恒大に完全移籍した。移籍金は600万元である。甲級リーグでは23試合出場、20得点とゴールを量産し、チームの超級リーグ昇格に貢献。自身も甲級リーグ得点王となった。2011年も29試合出場11得点という成績を残した。
2013年、AFCチャンピオンズリーグ2013で広州恒大は予選を1位で通過してラウンド16でセントラルコースト・マリナーズFC、準々決勝でレフウィヤSC、準決勝で柏レイソル、決勝でFCソウルを下して広州恒大のAFCチャンピオンズリーグ初優勝に貢献した。
2014年8月20日、AFCチャンピオンズリーグ2014準々決勝 第1戦でウェスタン・シドニー・ワンダラーズFC戦で一発退場を受けた。それにより準々決勝 第2戦のホームでのウェスタン・シドニー・ワンダラーズFC戦は出場停止となった。結果的に広州恒大はウェスタン・シドニー・ワンダラーズFCに敗れて敗退した。
2015年12月24日に広州恒大との契約を更新した。契約年数は2〜5年と発表された。
2020年、深圳に加入。キャプテン兼アシスタントコーチに就任した。

### 代表
2006年よりU-23中国代表に選出され、地元で開催された北京オリンピックにも出場した。
中国代表には2005年、東アジアサッカー選手権2005の際に選出され、韓国戦で中国代表デビューを果たした。この際、西村雄一主審にカードを出すべき選手を間違われ、5分で退場する羽目になっている（この後、EAFFによりこの退場は無効とされた）。2005年にデビューしたが、なかなか得点を奪うことは出来ず、代表における初得点は2009年1月21日に行われたAFCアジアカップ2011予選のベトナム代表戦まで待たねばならなかったが、この試合ではハットトリックを達成している。

## 人物・エピソード
元ドイツ代表のユルゲン・クリンスマンとプレースタイルが似ていること、名前がリンであることから、クリンスマンが着用していた18番を好んでいることからもガオリンスマン（郜林斯曼）というあだ名が付いている。
長身のCFだが技術も高く、アシストも多い。ウイングも対応
夫人の王晨はスポーツ局の取材記者を務めていたこともあり、結婚前に郜林の試合でインタビューするシーンもあった。２０１３年に結婚し、１女が生まれた。

## 代表歴

### 出場大会
- U-23中国代表
  - 2008年 - 北京オリンピック (グループリーグ敗退)
- 中国代表
  - 2005年 - 東アジアサッカー選手権2005 (優勝)
  - 2010年 - 東アジアサッカー選手権2010 (優勝)
  - 2011年 - AFCアジアカップ2011 (グループリーグ敗退)
  - 2015年 - AFCアジアカップ2015 (ベスト8)
  - 2015年 - 東アジアカップ2015 (準優勝)
  - 2019年 - AFCアジアカップ2019 (ベスト8)

### 試合数
国際Aマッチ 91試合 20得点（2005年- ）
非公式試合 8試合 2得点（2008年- ）
| 中国代表 | 国際Aマッチ | 国際Aマッチ | その他 | その他 | 期間通算 | 期間通算 |
| 年       | 出場        | 得点        | 出場   | 得点   | 出場     | 得点     |
| -------- | ----------- | ----------- | ------ | ------ | -------- | -------- |
| 2005     | 4           | 0           | 0      | 0      | 0        | 0        |
| 2006     | 4           | 0           | 0      | 0      | 0        | 0        |
| 2008     | 6           | 0           | 1      | 0      | 7        | 0        |
| 2009     | 13          | 6           | 1      | 0      | 14       | 6        |
| 2010     | 11          | 2           | 1      | 0      | 12       | 2        |
| 2011     | 9           | 5           | 2      | 0      | 11       | 5        |
| 2012     | 7           | 3           | 1      | 1      | 8        | 4        |
| 2013     | 11          | 0           | 0      | 0      | 11       | 0        |
| 2014     | 9           | 2           | 2      | 1      | 11       | 3        |
| 2015     | 8           | 0           | 0      | 0      | 8        | 0        |
| 2016     | 5           | 0           | 0      | 0      | 5        | 0        |
| 2017     | 4           | 2           | 0      | 0      | 4        | 2        |
| 通算     | 91          | 20          | 8      | 2      | 97       | 22       |

### ゴール
| #  | 開催年月日     | 開催地     | 対戦国                 | 結果  | 試合概要                               |
| -- | -------------- | ---------- | ---------------------- | ----- | -------------------------------------- |
| 1  | 2009年1月21日  | 杭州       | ベトナム               | ○ 6-1 | AFCアジアカップ2011予選                |
| 2  | 2009年1月21日  | 杭州       | ベトナム               | ○ 6-1 | AFCアジアカップ2011予選                |
| 3  | 2009年1月21日  | 杭州       | ベトナム               | ○ 6-1 | AFCアジアカップ2011予選                |
| 4  | 2009年6月1日   | 秦皇島     | イラン                 | ○ 1-0 | 親善試合                               |
| 5  | 2009年7月18日  | 天津       | パレスチナ             | ○ 3-1 | 親善試合                               |
| 6  | 2009年9月30日  | フフホト   | ボツワナ               | ○ 4-1 | 親善試合                               |
| 7  | 2010年2月10日  | 東京       | 韓国                   | ○ 3-0 | 東アジアサッカー選手権2010             |
| 8  | 2010年9月7日   | 南京       | パラグアイ             | △ 1-1 | 親善試合                               |
| 9  | 2011年3月26日  | サンホセ   | コスタリカ             | △ 2-2 | 親善試合                               |
| 10 | 2011年3月26日  | サンホセ   | コスタリカ             | △ 2-2 | 親善試合                               |
| 11 | 2011年6月5日   | 昆明       | ウズベキスタン         | ○ 1-0 | 親善試合                               |
| 12 | 2011年6月8日   | 貴陽       | 朝鮮民主主義人民共和国 | ○ 2-0 | 親善試合                               |
| 13 | 2011年10月6日  | 深圳       | アラブ首長国連邦       | ○ 2-1 | 親善試合                               |
| -  | 2012年2月22日  | 長沙       | クウェート             | ○ 2-0 | 非公式親善試合                         |
| 14 | 2012年6月8日   | 武漢       | ベトナム               | ○ 3-0 | 親善試合                               |
| 15 | 2012年6月8日   | 武漢       | ベトナム               | ○ 3-0 | 親善試合                               |
| 16 | 2012年8月15日  | 北京       | ガーナ                 | △ 1-1 | 親善試合                               |
| 17 | 2014年6月29日  | 深圳       | マリ                   | ● 1-3 | 親善試合                               |
| 18 | 2014年9月9日   | ハルビン   | ヨルダン               | △ 1-1 | 親善試合                               |
| -  | 2014年12月17日 | 清遠       | キルギス               | ○ 2-0 | 非公式親善試合                         |
| 19 | 2017年6月13日  | スレンバン | シリア                 | △ 2-2 | 2018 FIFAワールドカップ・アジア3次予選 |
| 20 | 2017年8月31日  | 武漢       | ウズベキスタン         | ○ 1-0 | 2018 FIFAワールドカップ・アジア3次予選 |

## タイトル

### クラブ
上海申花
- A3チャンピオンズカップ：1回 (2007)

広州恒大
- AFCチャンピオンズリーグ：2回 (2013, 2015)
- 中国サッカー・超級リーグ：8回 (2011, 2012, 2013, 2014, 2015, 2016, 2017, 2019)
- 中国サッカー・甲級リーグ：1回 (2010)
- 中国FAカップ：2回 (2012, 2016)
- 中国サッカー・スーパーカップ：4回 (2012, 2016, 2017, 2018)

### 代表
中国代表
- 東アジアカップ：2回 (2005, 2010)

### 個人
- 中国サッカー・甲級リーグ 得点王：1回 (2010)
- 中国サッカー・超級リーグ ベストイレブン：2回 (2012, 2016)